# Demminer Tor

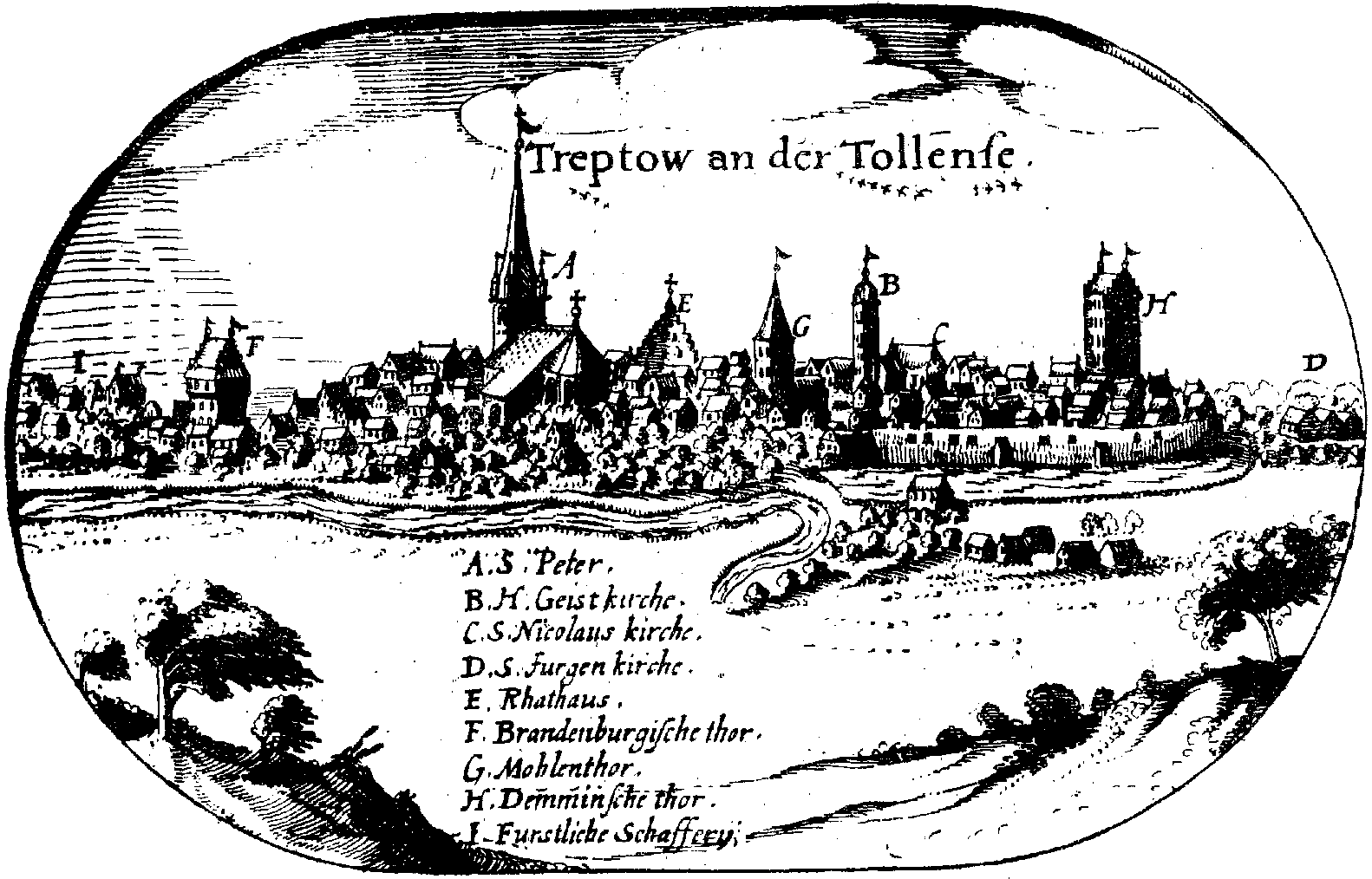
Lubinius: Ansicht von 1618
Rechts das Demminer Tor mit Turm (H)

Das Demminer Tor in Altentreptow ist ein gotisches Stadttor und eines von ursprünglich drei Toren der Stadtmauer, welche die Stadt umgab. 

## Geschichte
Um 1450 entstand die Stadtmauer von Altentreptow mit ihren drei Stadttoren. Stadtmauer und der ergänzende Wall wurden nach dem Dreißigjährigen Krieg nach und nach abgetragen. 
Das Mühlentor wurde 1844 abgerissen und darauf der Kornspeicher der Tollensemühle errichtet. Erhalten blieben das südliche Brandenburger Tor und das Demminer Tor. Dieses ältere spätgotische Tor mit seiner spitzbogigen Durchfahrt entstand im Nordosten auf der Straße nach Demmin. Es war ursprünglich wie das Brandenburger Tor ein Torturm. Der höhere Turm wurde jedoch abgerissen. In der zweiten Hälfte des 19. Jahrhunderts wurde bei einer Sanierung das Aussehen erheblich verändert und es entstanden aus Backsteinen die beiden turmartigen Aufsätze und die obere Brüstung über der Tordurchfahrt.  
1927 stürzte ein Teil der Balustrade ab und 1928 musste das Tor wieder instand gesetzt werden. 1928 erfolgte eine weitere Sanierung.
Denkmalschutz
Die Reste der Stadtbefestigung mit Neubrandenburger Torturm, Demminer Torturm, Stadtmauer und Wallanlage stehen unter Denkmalschutz (Siehe Liste der Baudenkmale in Altentreptow, Nr. 83).